# Plurispermiopsis
Plurispermiopsis is een monotypisch geslacht van schimmels dat behoort tot de familie Capnodiaceae. Het bevat alleen Plurispermiopsis cerradensis.